# Christa Siebenrok
Christa Siebenrok, genannt Chris Siebenrok (geb. Liess) (* 30. Mai 1926 in Hannover; † 1987 in Mönkeberg bei Kiel) war eine deutsche Objektkünstlerin.

## Leben

### Familie
Christa Siebenrok war mit dem Maler Borromäus Siebenrok verheiratet. Gemeinsam hatten sie drei Kinder; zu diesen gehörte der Bildhauer Ben Siebenrock.

### Werdegang
Christa Siebenrok begann 1947 mit einem Studium an der Werkkunstschule Hildesheim (heute Hochschule Hildesheim/Holzminden/Göttingen), das sie an der Stuttgarter Kunstakademie nach neun Semestern mit dem Abschluss des Werklehrerexamens beendete; im Fach Glasfenstergestaltung wurde sie von Willi Baumeister ausgebildet.
Von 1956 bis 1981 war sie als Kunsterzieherin tätig.

### Künstlerisches Wirken
Christa Siebenroks Objekte und Installationen entstanden aus sehr verschiedenen Materialien (unter anderem Metall, Papier, Glas, Gips, Draht, Heu), die bei ihr nicht den Anspruch von Dauerhaftigkeit erfüllen mussten. 

### Ausstellungen
Christa Siebenrok beteiligte sich 1976 unter anderem an den Landesschauen schleswig-holsteinischer Künstler sowie an Ausstellungen in Hannover (1976: Kunstverein), Heidelberg (1980: Universitätsbibliothek), Bocholt, Düsseldorf, Krefeld (1984: Kunstverein), Schleswig (1987: Schleswig-Holsteinisches Landesmuseum Schloss Gottorf) und Flensburg (1986: Städtisches Museum). Neben weiteren Einzelausstellungen in verschiedenen Galerien wurde ihr eine Ausstellung ihrer Draht- und Bleiobjekte drei Jahre nach ihrem Tod in der Kieler Stadtgalerie gewidmet.

## Werke (Auswahl)
Werke von Christa Siebenrok befinden sich in der Stadtgalerie Kiel, dem Städtischen Museum Flensburg und dem Schleswig-Holsteinischem Landesmuseum Schloss Gottorf.